# Culex obscurus
Culex obscurus é um espécie de mosquito do género Culex, pertencente à família Culicidae.